# 南京市第五十中学
32°04′32″N 118°46′20″E / 32.075543°N 118.772317°E
南京市第五十中学，简称南京五十中，是南京市鼓楼区的初中，创建于1976年，有司背后12号、钟阜路10-1号两个办学点，占地面积1.75万平方米:207。

## 历史
1976年8月创建，在马台街小学、丁家桥小学、三牌楼小学、南昌路小学、工人新村小学上课，次年教学楼建成。1996年6月，十六中校址成为学校分部，2003年迁至模范马路小学校址。
2005年3月，与二中、八中重组为南京田家炳高级中学（南京工业大学附属中学），初高中分设，设五十中校区、八中校区和高中部。2006年7月五十中校区与八中校区合并为南京工业大学附属中学，设五十中、八中两校区。2010年7月两校恢复独立办学，南京工业大学附属中学（五十中校区）更名为南京市第五十中学（南京工业大学附属中学）:200。